# Hóquei sobre a grama nos Jogos Pan-Americanos de 2023 - Feminino
O torneio feminino de hóquei sobre a grama nos Jogos Pan-Americanos de 2023 foi realizado de 26 de outubro a 4 de novembro no Centro Esportivo de Hóquei sobre Grama, em Santiago. Oito equipes participaram do evento.
A equipe vencedora se classificou aos Jogos Olímpicos de Verão de 2024 em Paris, França.

## Qualificação
Um total de oito equipes femininas classificaram-se para competir nestes Jogos Pan-Americanos em cada torneio. Por ser o país anfitrião, o Chile esteve presente em ambas as modalidades. As duas melhores equipes dos Jogos Centro-Americanos e do Caribe de 2023 e dos Jogos Sul-Americanos de 2022 também se classificaram. As duas melhores equipes ainda não classificadas na Copa Pan-Americana Feminina (após os resultados dos dois torneios anteriores serem levados em consideração) também se classificaram. Se Canadá ou Estados Unidos ainda não estivessem classificados, um playoff entre as nações e o terceiro colocado das Copas Pan-Americanas seria realizado. Se ambas as nações se classificassem, o playoff não seria necessário e a terceira equipe em cada Copa Pan-Americana se classificaria.
| Evento                                      | Datas                            | Local        | Vagas | Classificados                                         |
| ------------------------------------------- | -------------------------------- | ------------ | ----- | ----------------------------------------------------- |
| País-sede                                   | —                                | —            | 1     | Chile                                                 |
| Jogos Sul-Americanos de 2022                | 3–12 de outubro de 2022          | Assunção     | 1     | Argentina                                             |
| Jogos Centro-Americanos e do Caribe de 2023 | 23 de junho – 8 de julho de 2023 | San Salvador | 2     | México · Cuba                                         |
| Copa Pan-Americana de 2022                  | 9–19 de janeiro de 2022          | Santiago     | 4     | Canadá · Estados Unidos · Uruguai · Trinidad e Tobago |
| Total                                       | Total                            | Total        | 8     |                                                       |

## Medalhistas
|  | ARG Argentina |  | USA Estados Unidos |  | CHI Chile |
|  | Agostina Alonso Clara Barberi Sofía Cairó Juana Castellaro Pilar Campoy Cristina Cosentino Valentina Costa Biondi Agustina Gorzelany María José Granatto Julieta Jankunas Valentina Raposo Rocío Sánchez Moccia Victoria Sauze Delfina Thome Sofía Toccalino Eugenia Trinchinetti |  | Kelsey Bing Sanne Caarls Leah Crouse Emma DeBerdine Amanda Golini Linnea Gonzales Danielle Grega Alexandra Hammel Ashley Hoffman Karlie Kisha Ashley Sessa Meredith Sholder Abigail Tamer Jillian Wolgemuth Elizabeth Yeager Madeleine Zimmer |  | Doménica Ananías Simone Avelli Camila Caram Sofía Filipek Fernanda Flores Francisca Irazoqui María Maldonado Antonia Morales Laura Müller Denise Rojas Natalia Salvador Agustina Solano Francisca Tala Manuela Urroz Paula Valdivia Fernanda Villagrán |

## Formato
As oito equipes foram divididas em dois grupos de quatro equipes. Cada equipe enfrentou as outras equipes do mesmo grupo, totalizando três jogos. A colocação final das equipes nos grupos determinou o emparelhamento das quartas de final, onde o primeiro colocado enfrentou o quarto e o segundo, o terceiro. As vencedoras das quartas se classificaram às semifinais e as perdedoras, para jogos de definição do quinto ao oitavo lugar. Nas semifinais, as vencedoras disputaram a final e as perdedoras, a medalha de bronze.

## Resultados

### Primeira fase
|  | Equipes classificadas à fase final |
|  | Equipes classificadas aos playoffs |

Todas as partidas seguem o fuso horário local (UTC−3).
Grupo A
| Equipe                | Pts | J | V | E | D | GP | GC | SG  |
| --------------------- | --- | - | - | - | - | -- | -- | --- |
| ARG Argentina         | 9   | 3 | 3 | 0 | 0 | 34 | 1  | +33 |
| USA Estados Unidos    | 6   | 3 | 2 | 0 | 1 | 19 | 5  | +14 |
| URU Uruguai           | 3   | 2 | 1 | 0 | 2 | 11 | 13 | –2  |
| TTO Trinidad e Tobago | 0   | 3 | 0 | 0 | 3 | 0  | 47 | –47 |

| 26 de outubro 09:30                                                              |           |         |                                                         |
| Argentina                                                                        | 8 – 0     | Uruguai | Centro de Treinamento do Hóquei Sobre a Grama, Santiago |
| Gorzelany 8', 15' Jankunas 27', 43' Granatto 29', 32' Thome 35' Trinchinetti 55' | Relatório |         | Centro de Treinamento do Hóquei Sobre a Grama, Santiago |

| 26 de outubro 11:30 |           |                   |                                                         |
| Estados Unidos | 15 – 0    | Trinidad e Tobago | Centro de Treinamento do Hóquei Sobre a Grama, Santiago |
| Gonzales 2', 25' Grega 11' Hoffman 22', 50' Zimmer 27' Sholder 28' Caarls 28', 29', 59' Tamer 41' Yeager 45', 47' Sessa 55' Crouse 57' | Relatório |                   | Centro de Treinamento do Hóquei Sobre a Grama, Santiago |

| 28 de outubro 09:30                                                 |           |                   |                                                         |
| Uruguai                                                             | 11 – 0    | Trinidad e Tobago | Centro de Treinamento do Hóquei Sobre a Grama, Santiago |
| Amadeo 11' Viana 21', 21', 48', 53' Algorta 26' Vilar 31', 35', 58' | Relatório |                   | Centro de Treinamento do Hóquei Sobre a Grama, Santiago |

| 28 de outubro 11:30 |           |                                                |                                                         |
| Estados Unidos      | 1 – 5     | Argentina                                      | Centro de Treinamento do Hóquei Sobre a Grama, Santiago |
| Grega 9'            | Relatório | Granatto 10', 44' Thone 22' Gorzelany 50', 60' | Centro de Treinamento do Hóquei Sobre a Grama, Santiago |

| 30 de outubro 09:30 |           |                   |                                                         |
| Argentina | 21 – 0    | Trinidad e Tobago | Centro de Treinamento do Hóquei Sobre a Grama, Santiago |
| Campoy 9' Cairo 12', 50' Trinchinetti 17', 33' Gorzelany 22', 23', 24', 37', 43', 58' Raposo 27', 49' Sauze 28' Granatto 36', 40', 42' Thome 40', 54' Jankunas 43', 55' | Relatório |                   | Centro de Treinamento do Hóquei Sobre a Grama, Santiago |

| 30 de outubro 17:30 |           |                                 |                                                         |
| Uruguai             | 0 – 3     | Estados Unidos                  | Centro de Treinamento do Hóquei Sobre a Grama, Santiago |
|                     | Relatório | Tamer 27' Sholder 28' Sessa 29' | Centro de Treinamento do Hóquei Sobre a Grama, Santiago |

Grupo B
| Equipe     | Pts | J | V | E | D | GP | GC | SG  |
| ---------- | --- | - | - | - | - | -- | -- | --- |
| CHI Chile  | 9   | 3 | 3 | 0 | 0 | 14 | 0  | +14 |
| CAN Canadá | 6   | 3 | 2 | 0 | 1 | 12 | 3  | +9  |
| CUB Cuba   | 1   | 3 | 0 | 1 | 2 | 2  | 11 | –9  |
| MEX México | 1   | 3 | 0 | 1 | 2 | 1  | 16 | –15 |

| 26 de outubro 17:30                               |           |          |                                                         |
| Canadá                                            | 7 – 1     | Cuba     | Centro de Treinamento do Hóquei Sobre a Grama, Santiago |
| Thompson 3', 23', 60' Walton 9', 39' Rae 30', 46' | Relatório | Vera 54' | Centro de Treinamento do Hóquei Sobre a Grama, Santiago |

| 26 de outubro 19:30                                                    |           |        |                                                         |
| Chile                                                                  | 10 – 0    | México | Centro de Treinamento do Hóquei Sobre a Grama, Santiago |
| Rojas 6', 50' Urroz 16', 20', 29', 50' Vilagrán 38', 58', 59' Tala 55' | Relatório |        | Centro de Treinamento do Hóquei Sobre a Grama, Santiago |

| 28 de outubro 17:30 |           |             |                                                         |
| México              | 1 – 1     | Cuba        | Centro de Treinamento do Hóquei Sobre a Grama, Santiago |
| Cardiel 24'         | Relatório | Cordero 34' | Centro de Treinamento do Hóquei Sobre a Grama, Santiago |

| 28 de outubro 19:30 |           |                      |                                                         |
| Canadá              | 0 – 2     | Chile                | Centro de Treinamento do Hóquei Sobre a Grama, Santiago |
|                     | Relatório | Caram 43' Müller 44' | Centro de Treinamento do Hóquei Sobre a Grama, Santiago |

| 30 de outubro 11:30 |           |                                               |                                                         |
| México              | 0 – 5     | Canadá                                        | Centro de Treinamento do Hóquei Sobre a Grama, Santiago |
|                     | Relatório | Johansen 13', 34', 56' McManus 19' Sawers 39' | Centro de Treinamento do Hóquei Sobre a Grama, Santiago |

| 30 de outubro 19:30    |           |      |                                                         |
| Chile                  | 2 – 0     | Cuba | Centro de Treinamento do Hóquei Sobre a Grama, Santiago |
| Villagrán 9' Rojas 50' | Relatório |      | Centro de Treinamento do Hóquei Sobre a Grama, Santiago |

### Rodada de classificação
|  | Disputa pelo 5º–7º lugar | Disputa pelo 5º–7º lugar |                       |   | 5.º lugar | 5.º lugar |
|  |                          |                          |                       |   |           |           |
|  | 2 de novembro – 09:30    |                          |                       |   |           |           |
|  |                          |                          |                       |   |           |           |
|  | Uruguai                  | 3                        |                       |   |           |           |
|  | Uruguai                  | 3                        | 4 de novembro – 11:45 |   |           |           |
|  | México                   | 0                        |                       |   |           |           |
|  | México                   | 0                        | Uruguai               | 3 |           |           |
|  | 2 de novembro – 11:45    |                          | Uruguai               | 3 |           |           |
|  |                          | Cuba                     | 0                     |   |           |           |
|  | Cuba                     | Cuba                     | 0                     | 1 |           |           |
|  | Cuba                     |                          |                       | 1 |           |           |
|  | Trinidad e Tobago        | 0                        |                       |   |           |           |
|  | Trinidad e Tobago        | 0                        | 7º lugar              |   |           |           |
|  |                          |                          |                       |   |           |           |
|  | 4 de novembro – 09:30    |                          |                       |   |           |           |
|  |                          |                          |                       |   |           |           |
|  | México                   | 0                        |                       |   |           |           |
|  | México                   | 0                        |                       |   |           |           |
|  | Trinidad e Tobago        | 1                        |                       |   |           |           |

#### Disputa pelo 5º–7º lugar
| 2 de novembro 09:30       |           |        |                                                         |
| Uruguai                   | 3 – 0     | México | Centro de Treinamento do Hóquei Sobre a Grama, Santiago |
| Amadeo 17' Viana 25', 36' | Relatório |        | Centro de Treinamento do Hóquei Sobre a Grama, Santiago |

| 2 de novembro 11:45 |           |                   |                                                         |
| Cuba                | 1 – 0     | Trinidad e Tobago | Centro de Treinamento do Hóquei Sobre a Grama, Santiago |
| Martínez 28'        | Relatório |                   | Centro de Treinamento do Hóquei Sobre a Grama, Santiago |

#### Disputa pelo 7º lugar
| 4 de novembro 09:30 |           |                   |                                                         |
| México              | 0 – 1     | Trinidad e Tobago | Centro de Treinamento do Hóquei Sobre a Grama, Santiago |
|                     | Relatório | Zene 20'          | Centro de Treinamento do Hóquei Sobre a Grama, Santiago |

#### Disputa pelo 5º lugar
| 4 de novembro 11:45                    |           |      |                                                         |
| Uruguai                                | 3 – 0     | Cuba | Centro de Treinamento do Hóquei Sobre a Grama, Santiago |
| Algorta 19' Amadeo 28' Curutchague 42' | Relatório |      | Centro de Treinamento do Hóquei Sobre a Grama, Santiago |

### Fase final
|  | Semifinais            | Semifinais     |                       |      | Final | Final |
|  |                       |                |                       |      |       |       |
|  | 2 de novembro – 17:30 |                |                       |      |       |       |
|  |                       |                |                       |      |       |       |
|  | Argentina             | 3              |                       |      |       |       |
|  | Argentina             | 3              | 4 de novembro – 19:45 |      |       |       |
|  | Canadá                | 0              |                       |      |       |       |
|  | Canadá                | 0              | Argentina             | 2    |       |       |
|  | 2 de novembro – 19:45 |                | Argentina             | 2    |       |       |
|  |                       | Estados Unidos | 1                     |      |       |       |
|  | Chile                 | Estados Unidos | 1                     | 1(1) |       |       |
|  | Chile                 |                |                       | 1(1) |       |       |
|  | Estados Unidos        | 1(3)           |                       |      |       |       |
|  | Estados Unidos        | 1(3)           | 3º lugar              |      |       |       |
|  |                       |                |                       |      |       |       |
|  | 4 de novembro – 17:30 |                |                       |      |       |       |
|  |                       |                |                       |      |       |       |
|  | Canadá                | 0              |                       |      |       |       |
|  | Canadá                | 0              |                       |      |       |       |
|  | Chile                 | 2              |                       |      |       |       |

#### Semifinais
| 2 de novembro 17:30              |           |        |                                                         |
| Argentina                        | 3 – 0     | Canadá | Centro de Treinamento do Hóquei Sobre a Grama, Santiago |
| Thome 26' Jakunas 28' Raposo 44' | Relatório |        | Centro de Treinamento do Hóquei Sobre a Grama, Santiago |

| 2 de novembro 19:45               |           |                              |                                                         |
| Chile                             | 1 – 1     | Estados Unidos               | Centro de Treinamento do Hóquei Sobre a Grama, Santiago |
| Sessa 12'                         | Relatório | Lojada 46'                   | Centro de Treinamento do Hóquei Sobre a Grama, Santiago |
| Penalidades                       |           |                              | Centro de Treinamento do Hóquei Sobre a Grama, Santiago |
| Avelli · Ananias · Müller · Urroz | 1 – 3     | Crouse GK' · , Sessa · Tamer | Centro de Treinamento do Hóquei Sobre a Grama, Santiago |

#### Disputa pelo bronze
| 4 de novembro 17:30 |           |               |                                                         |
| Canadá              | 0 – 2     | Chile         | Centro de Treinamento do Hóquei Sobre a Grama, Santiago |
|                     | Relatório | Rojas 2', 46' | Centro de Treinamento do Hóquei Sobre a Grama, Santiago |

#### Disputa pelo ouro
| 4 de novembro 19:45            |           |                |                                                         |
| Argentina                      | 2 – 1     | Estados Unidos | Centro de Treinamento do Hóquei Sobre a Grama, Santiago |
| Gorzelany 12' Trinchinetti 51' | Relatório | Sessa 30'      | Centro de Treinamento do Hóquei Sobre a Grama, Santiago |

## Classificação final
| Pos.              | Equipe            | Campanha | Campanha | Campanha |
| Pos.              | Equipe            | V        | E        | D        |
| ----------------- | ----------------- | -------- | -------- | -------- |
| Medalha de ouro   | Argentina         | 5        | 0        | 0        |
| Medalha de prata  | Estados Unidos    | 3        | 0        | 2        |
| Medalha de bronze | Chile             | 4        | 0        | 1        |
| 4                 | Canadá            | 3        | 0        | 2        |
| 5                 | Uruguai           | 3        | 0        | 2        |
| 6                 | Cuba              | 1        | 1        | 3        |
| 7                 | Trinidad e Tobago | 1        | 0        | 4        |
| 8                 | México            | 0        | 1        | 4        |